# Турбина (футбольный клуб, Сызрань)
«Турбина» — советский футбольный клуб из Сызрани. Основан не позднее 1957 года.
Чемпион Куйбышевской области (1957). Обладатель Кубка Куйбышевской области (1951, 1952).
В единственном сезоне на уровне команд мастеров в первенстве СССР (1979) занял 25-е место (из 25 команд-участниц) в зональном турнире второй лиги. Главным тренером был Альфред Фёдоров. За команду играли такие игроки как Вячеслав Попов, известный по выступлениям за куйбышевские «Крылья Советов» (1980—1988) и «Уралмаш» Екатеринбург (1992), и Юрий Юткин (бывший футболист куйбышевских «Металлурга» и «Крыльев Советов» и тольяттинских «Труда» и «Торпедо»).